# 退場
退場（たいじょう）とは、競技場や舞台、イベント会場などある程度他とは明確に区切られた場所から退くこと。入場の対義語。特にスポーツ等においてはルールに違反したものに対してただちに強制的に試合から離脱させる処分（退場処分）をさして、単に退場と言う語が用いられる場合が多い。事故による怪我などにより退場する場合は負傷退場と呼ばれる。

## 舞台芸術等における退場
演劇や舞踊、合唱や器楽演奏などを含む舞台芸術において、演者が舞台上から舞台袖などに引き上げることを退場という。
連続ドラマにおいては、主要な出演者がドラマ内で演じる役が死亡するなどして途中の回で出演が終わることを「退場」と表現することがある（特に近年のNHK）。

## 強制的な退場の例

### スポーツ
- 団体競技において著しい反則行為や、対戦相手の選手や審判員などに対する侮辱を行った選手あるいはコーチングスタッフに対する罰則として命じられることが多い。また、暴力（乱闘など）やプロ野球における頭部死球（危険球）など対戦相手に危害を加える行為により退場させられることもある。バスケットボールでは軽度なファウル（パーソナルファウル）でも回数によって自動的に退場（ファウルアウト）となる。
- 反則を繰り返したり危険行為に及んだり、死球が頻繁に起こると選手、チームあるいは試合に対し審判員が危険防止のためにイエローカードを提示したり「警告試合」を宣告することがあり、これが宣告された後は、反則や危険行為などを犯した選手は故意であるか否かを問わずに原則即刻退場となる。また、それを指示した監督やコーチに退場を言い渡すケースもある。
- 野球やバスケットボールでは審判が直接退場を言い渡し、サッカーやバレーボールではレッドカードを示されることで退場となる。後者のケースでは、稀にではあるが当事者となった選手が審判から離れていたり、その場を去っていたりしていた場合に退場を宣告されたことにしばらく気付かずに、プレーを続行しようとしたところを改めて退場を宣告されるケースもある。
- アイスホッケーのペナルティボックス入りやラグビーのシンビン、ラクロスのマンダウンなどのように、一定時間のみ試合から離脱させられ、時間が経過した後は試合に復帰できる退場ルールもある。一方、野球やサッカーなどでは、退場させられると試合だけではなく、完全にベンチから引き揚げてロッカールームに下がることになり、以後その試合には関与できない。
  - 後者の場合、試合に出場していないベンチ入りメンバーや監督・コーチなどの指導者が（審判の判定に激しく抗議したり乱闘のきっかけになったり当事者となった場合など）退場が言い渡される場合もある。主な事例として1995年7月12日のヴェルディ川崎対名古屋グランパスエイト戦にて名古屋の控えとしてベンチに座っていた中西哲生が審判への侮辱で退場処分を受けた。
  - バスケットボールでは前述のファウルアウトと失格退場（ディスクォリファイニングファウル）があり、前者の場合再出場こそ認められないがベンチに座って試合終了まで見守ることになるが、後者の場合他競技同様ベンチからも引き上げなければならない。
- 退場した選手の代わりの選手を出すことが可能かどうかは競技によって異なる。野球、バレーボール、バスケットボールなどでは代わりの選手を出す。サッカーやラグビーでは代わりの選手を出すことはできず、試合の残り時間は少ない人数で戦わなければならない。
  - 野球、ソフトボール、クリケットの場合は通常の選手交代と同様となるが、プレーに関わっている選手（守備側のチームの指名打者・指名選手以外と、攻撃側の打者と走者）しか交代できないため、アウトになった直後の選手が退場処分を受けても記録上は出場を続けていることになる。守備に就く際か、指名打者・指名選手の場合は次の打席が回ってきた際に交代を送ればよい。
  - サッカーでゴールキーパーが退場となった場合はフィールドプレーヤーを減らして代わりのキーパーを使うか、フィールドプレーヤーの誰かが代わりにゴールを守ることになる。
- ハンドボールでは、2分間の退場を指す。 2分後には、当該選手の再出場と出場人数の補充が認められる。 3回目の退場、極めて悪質な行為は一発で失格（レッドカード）となり、当該選手は試合から除外される（チームは2分後に別の選手を補充できる）。
- プロ野球（MLBやNPBなど）においては、試合が未成立の場合でも、退場だけは記録されていたが、2018年に行われたルール改正により、試合が未成立の場合は退場も記録されなくなることとなった。
- サッカーやラグビー、バスケットボールでは退場者に対してさらに出場停止の処分が課せられ、その他のスポーツでも悪質度によっては出場停止や制裁金などの処分が課される。
  - そのため、試合終了後に退場が宣告される場合があり、Jリーグでは2008年4月26日の川崎フロンターレ vs 柏レイソル戦で柏の小林祐三と李忠成が試合終了後にレッドカードを受けた事例がある。NPBでは大島康徳（日本ハム・ファイターズ選手）、東尾修（西武ライオンズ監督）、中畑清（横浜DeNAベイスターズ監督）、井口資仁（千葉ロッテマリーンズ監督）などが試合終了後に退場処分を受けている[3]。極端な事例では、アルゼンチンサッカーの5部リーグにおいて試合終了後に両チームの全員およびスタッフが退場になるケースが発生したこともある。
- 競技によっては、選手が退場し代わりの選手も出せなくなる、あるいは規定人数以下になると敗戦扱い（没収試合）とされる。
- 個人競技では基本的には「失格」と表現する。

### イベント会場
- 迷惑行為をした者に対して、会場運営者、場合によっては警察の指示の下に退場を命じられることがある。

## 株式市場等における退場
- 株式市場やFX市場等において投資家が資金を引き上げ、取引を中止することを退場という。